# Therese Benedek
Pour les articles homonymes, voir Benedek.
Therese Benedek, née à Eger le 8 novembre 1892 et morte à Chicago le 27 octobre 1977, est une psychiatre et psychanalyste américaine d'origine hongroise. 

## Biographie
Therese Friedmann naît à Eger, en Hongrie, dans une famille aux racines juives. Sa famille s'installe à Budapest et elle fait ses études de médecine à l'université de Budapest, où elle obtient son diplôme. Elle participe aux activités du Cercle Galilée.
Benedek complète sa formation en pédiatrie, en 1918 et exerce à la clinique pédiatrique de l'université de Bratislava. Elle épouse un dermatologue protestant, Tibor Benedek. Elle a suivi des cours de Sándor Ferenczi, pendant ses études de médecine et fait une analyse didactique avec lui, avant de quitter définitivement la Hongrie en 1920 lors de l'instauration du régime autoritaire et antisémite de Miklós Horthy.
Elle travaille comme médecin à la clinique neuropsychiatrique de l'université de Leipzig et en 1921, commence une pratique libérale de psychanalyste,. Elle poursuit sa formation en 1920-1923, à l'Institut psychanalytique de Berlin, où elle est supervisée par Karl Abraham et Max Eitingon. Elle est acceptée comme membre de la Société allemande de psychanalyse en 1927.
En 1933, elle s'exile avec son époux et leurs deux enfants aux États-Unis, où Franz Alexander lui propose un poste de formatrice, à l'Institut de psychanalyse de Chicago qu'il dirige. Elle fait reconnaître son diplôme de médecin aux États-Unis en 1937, et enseigne et forme des analystes dans ce cadre,,. Elle prend la nationalité américaine en 1943. Son époux, Tibor Benedek, est quant à lui nommé à la faculté de médecine de l'université Northwestern.
Elle meurt d'un infarctus le 27 octobre 1977, à l'âge de 84 ans. Ses archives sont conservées à l'Institut de psychanalyse de Chicago.

## Publications

### Ouvrages
- Insight and Personality Adjustment : A study of the psychological effects of the war, Ronald Press Co., 1946
- avec Boris Benjamin Rubenstein, The Sexual Cycle in Women : The relation between ovarian function and psychodynamic processes, National Research Council, 1947
- Die Funktionen des Sexualapparates und ihre Störungen, Berlin 1951.
- Psychosexual Functions in Women, Ronald Press Co., 1952
- avec Joan Fleming, Psychoanalytical Supervision : A method of clinical training, Grune & Stratton, 1966
- avec E. James Anthony, Parenthood : Its Psychology and Psychopathology, Little, Brown, 1970
- avec Franz Alexander: Psychosomatische Medizin; Grundlagen und Anwendungsgebiete, Berlin/New York: W. de Gruyter, 1971.
- avec E. James Anthony, Depression and Human Existence, Little, Brown, 1975, 568 p. (ISBN 0-316-04371-0)

### Articles (sélection)
- Dominant Ideas and Their Relation to Morbid Cravings, Baillière, Tindall & Cox, 1936 (lire en ligne)
- « Adaptation to reality in early infancy », The Psychoanalytic Quarterly, vol. 7,‎ 1938 (lire en ligne)
- « The psychosomatic implications of the primary unit: Mother-child », American Journal of Orthopsychiatry, vol. 19, no 4,‎ 1949, p. 642-654 (lire en ligne)
- « Toward the Biology of the Depressive Constellation », Journal of the American Psychoanalytic Association, vol. 4, no 3,‎ 1956, p. 389 – 422 (DOI 10.1177/000306515600400301, lire en ligne)
- « Infertility as a Psychosomatic Defense », Fertility and Sterility, vol. 3, no 6,‎ 1952, p. 527–541 (lire en ligne)
- « Parenthood as a Developmental Phase: A contribution to the libido theory », Journal of the American Psychoanalytic Association, vol. 7, no 3,‎ 1959, p. 389-417 (DOI 10.1177/000306515900700301, lire en ligne)
- Psychoanalytic Investigations : Selected Papers, Quadrangle, 1973, 542 p. (ISBN 0-8129-0347-1, lire en ligne) – les papiers recueillis, 1931-1968[8]

## Distinctions
Elle est présidente de la Société psychanalytique de Chicago en 1958 à 1959. La fondation Therese-Benedek, créée en 1972, porte son nom.